# Detour Doom Project
Detour Doom Project, auch Detour Doom Ensemble, ist eine 2014 gegründete Dark-Jazz-Band.

## Geschichte
Als Kooperation unter der Leitung des italienischen Post-Industrial-Musikers Adriano Vincenti von Macelleria Mobile di Mezzanotte mit teils wechselnder internationaler Beteiligung entstand die Gruppe Detour Doom Project im Jahr 2014. An dem über Aquarellist veröffentlichten Debütalbum Detour Doom beteiligt und mit für die Gründung relevant, war unter anderem die später nicht mehr Projektbeteiligte US-amerikanische Death-Industrial-Künstlerin Nora Egloff von Spiteful Womb.
Es folgten weitere Veröffentlichungen über das russische Dark-Ambient und Post-Industrial Label Aquarellist sowie über das von Vincenti betriebene Signora Ward Records während er die Konstellation der Gruppe variierte. Das zweite und am häufigsten rezensierte Album Nothing Remains of Us entstand bereits ohne Egloff, neben Vincenti, Gianni Pedretti und Michele Malaguti, die bereits am Debüt beteiligt waren brachten sich die deutsche Sängerin und Musikerin Bjarkan Wolfsdóttir und der belgische Trompeter Izzy Op de Beeck ein. Das Album wurde zumeist positiv beurteilt. Es sei ein Album, das „jahrelange Erfahrung mit einer hohen Dosis jugendlicher Spontanität“ kombiniere.
Anschließend beschränkte sich die Gruppe auf kleinere Veröffentlichungen und sporadische Auftritte. Erst 2021 folgte ein weiteres Studioalbum, zu dem die Band den Namen zum Detour Doom Ensemble variierte. An Dark Side beteiligten sich neben Adriano Vincenti, Michele Malaguti und Izzy Op de Beeck nun María Ruvalcaba Uribe und Giovanni Leonardi mit welchen Vincenti Last Call at Nightowls unterhält. Dark Side erschien über Signora Ward Records und das Aquarellist-Subunternehmen Dark Jazz Records.

## Stil
Die Musik von Detour Doom Project ist der Atmosphäre des Film Noir gewidmet. Als Einflüsse werden hierbei neben Schwarz-Weiß-Filmen das Werk von Angelo Badalamenti und David Lynch, sowie die Gruppen The Mount Fuji Doomjazz Corporation, The Kilimanjaro Darkjazz Ensemble, Dale Cooper Quartet & the Dictaphones und der Dark Ambient der 1990er Jahre angeführt. Diese Verweise zur Selbstverortung werden auch in Rezensionen aufgegriffen und bestätigt. Hierbei hebe sich Detour Doom Project von anderen Interpreten durch die intensive Nutzung elektronischer Klangerzeuger von den meisten Bands des Genres ab und tendiere mitunter zu einer atmosphärischen und musikalischen Nähe eines zugänglichen Industrial und Dark Ambient. Sampler, Synthesizer, Elektronik und Klangmanipulation bestimmen den Klang von dem sich akustische Instrumente wie Saxophon, Flügelhorn und Piano sowie der Gesang absetzten.

## Diskografie
- 2016: Detour Doom (Album, Aquarellist/Signora Ward Records)
- 2016: Nothing Remains of Us (Album, Aquarellist/Signora Ward Records)
- 2019: Bones (Download-EP, Signora Ward Records)
- 2020: Demo 2018/2019 (Kompilation, Signora Ward Records)
- 2020: Sunset (EP, Signora Ward Records)
- 2021: Dark Side (Album, Dark Jazz Records/Signora Ward Records)